# Hope Rogers
Pour les articles homonymes, voir Rogers.
Pas d'image ? Cliquez ici

a Compétitions nationales et continentales officielles uniquement.

b Matchs officiels uniquement.
Dernière mise à jour le 23 juillet 2025.
Hope Rogers, née le 7 janvier 1993 à Chambersburg (États-Unis), est une joueuse internationale américaine de rugby à XV et internationale de rugby à sept évoluant au poste de pilier. Elle joue en Championnat d'Angleterre aux Exeter Chiefs.

## Biographie
Hope Rogers naît le 7 janvier 1993 à Chambersburg aux États-Unis.
En juin 2013, elle fait ses débuts avec l'équipe des États-Unis de rugby à XV contre la France.
Au Tournoi de Sydney 2017, elle fait ses débuts avec l'équipe des États-Unis de rugby à sept.
À partir de juin 2022, elle rejoint le club des Exeter Chiefs en Angleterre. Elle est retenue en septembre 2022 pour disputer la Coupe du monde de rugby à XV en Nouvelle-Zélande.
Lors du match d'ouverture de la Pacific Four Series 2025 face au Canada, elle obtient sa 52e sélection et devient ainsi la joueuse la plus capée de l'histoire des Eagles. À la fin de la saison, elle est nommée dans l'équipe type du Championnat d'Angleterre. Au mois de juillet, elle est sélectionnée pour disputer sa quatrième Coupe du monde.

## Palmarès
- Membre de l'équipe type de la Premiership en 2025.